# Ctislav Doseděl
Ctislav Doseděl ou Slava Dosedel (Přerov, 14 de agosto de 1970) é um ex-tenista profissional checo.
Ganhou três títulos da ATP.